# 946 TCN
946 TCN là một năm trong lịch La Mã.